# Idiopathische Muzinose
Die Idiopathische Muzinose ist eine bei Shar-Peis auftretende Hauterkrankung ungeklärter Herkunft. Vermutlich ist sie genetisch bedingt. Sie geht mit vermehrter Ablagerung von Glykosaminoglykanen in der Lederhaut (Myxödem) einher, wodurch die Haut eine teigige Konsistenz bekommt. Zumeist stellen sich anschließend sekundäre Hautveränderungen wie Haarausfall, Pusteln, Hautrötung, Hyperkeratose ein, die mit starkem Juckreiz verbunden sind.
Differentialdiagnostisch sind vor allem Myxödeme anderer Ursache wie Hypothyreose, Dermatomyositis, Lupus erythematodes und Mycosis fungoides auszuschließen.
Therapeutisch werden entzündungshemmende Glukokortikoide wie Methylprednisolon, bei bakterieller Sekundärinfektion Antibiotika wie Amoxicillin in Kombination mit Clavulansäure eingesetzt. Ein vorheriges Antibiogramm wird dabei nach den Antibiotika-Leitlinien dringend empfohlen.